# Schützenschnur

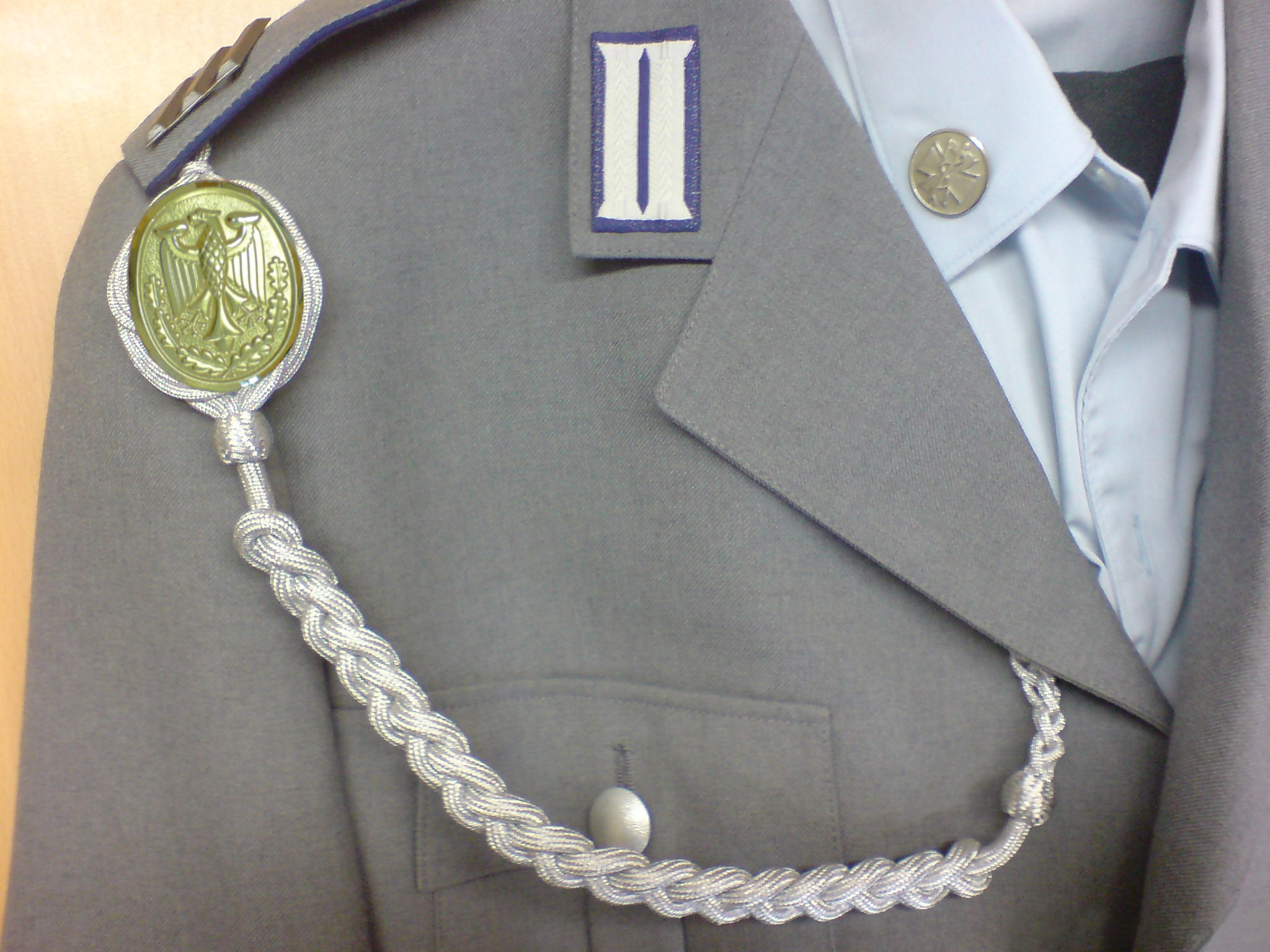
Schützenschnur

Die Schützenschnur der Bundeswehr ist eine Auszeichnung für besondere Schießleistungen von Soldaten und eines der drei Abzeichen für besondere Leistungen im Truppendienst. Sie kann von Mannschaften und Unteroffizieren der Bundeswehr am Dienstanzug getragen werden.
Die Bedingungen zum Erwerb sind in der Zentralrichtlinie A2-222/0-0-4750 „Schießen mit Handwaffen“ bzw. A2-222/0-0-4751 „Schießausbildung mit Handwaffen“, die Trageweise in der Zentralvorschrift A1-2630/0-9804 „Anzugordnung für Soldatinnen und Soldaten der Bundeswehr“ geregelt.

## Geschichte

### Preußen
Die Idee einer Auszeichnung für besonders gute Schützen geht auf den preußischen König Friedrich Wilhelm I. zurück. Anfang 1720 trugen die Ausgezeichneten silberne Schnüre zu ihrer Uniform, im Siebenjährigen Krieg wurden Schützenschnüre erstmals in großem Umfang verliehen. Nach der Besetzung Preußens durch die Franzosen unter Napoléon Bonaparte wurde unter Scharnhorst die preußische Armee umstrukturiert und das Schützenabzeichen fester Bestandteil des neuen Militärs.
Laut Verordnung vom 20. Juli 1850 wurde die Schießauszeichnung als schmale, weiße Bandlitzen im preußischen Heer eingeführt, die bei brandenburgischen Aufschlägen auf den Patten bis 1885 und ansonsten oberhalb beider Ärmelaufschläge getragen wurde. Die Schießauszeichnung am Ärmel gab es anfangs nur in drei Stufen. Sie wurde dann am 22. Mai bzw. am 18. Juni 1868 auf acht Stufen erweitert.

### Deutsches Reich (1894 bis 1945)
Erst unter Kaiser Wilhelm II. wurde als besondere Schießauszeichnung 1894 bei der gesamtdeutsche Armee eine Schützenschnur eingeführt, nunmehr in acht Stufen verliehen. Per Allerhöchster Kabinettsorder (A.K.O.) vom 27. Januar 1894 stiftete Kaiser Wilhelm II. diese neue Schützenschnur (offiziell als Schützenabzeichen bezeichnet). Die bisher gebräuchlichen Ärmel-Bandlitzen entfielen hiermit. Inhaber der alten Schießauszeichnung konnten sie gegen die entsprechend gestufte Schützenschnur wechseln.
Am 11. Januar 1912 wurde die Schützenschnur auf zehn Klassen erweitert.
Die neue Auszeichnung für gutes Schießen bestand aus einer in den Reichsfarben gehaltenen schwarz-weiß-rot gemusterten Schnur mit geflochtener Rosette. Alle Bundesstaaten schlossen sich dieser Ausführungsart an, allein Bayern wählte seine Landesfarben weiß-blau für die Schützenschnur.
Diese Schützenschnur wird mit einem Seilstrang geknüpft bzw. „geflochten“. Der Ausgangsknoten ist eine Endacht, welcher in der Länge erweitert wird. Dazu wird das Seil in eine ‚S‘-Form gelegt und wie ein dreisträngiger Zopf geflochten. Zum Schluss wird das Seilende durch das entstehende Auge durchgeführt und festgezogen. Die seemännische Bezeichnung für diesen seilverkürzenden Stek lautet Twistplatting.
Im Schulschießen konnte jeder Soldat jährlich seine Leistungen verbessern und erhielt eine höhere Stufe seiner Schießklasse. Die besten Schützen der Schießklassen konnten in einem Wettbewerb die Schützenschnur oder die nächsthöhere Stufe erreichen. Je nach Abstufung wurden Eicheln oder Granate am unteren Ende der Schnur angebracht. Die gewebte Eichel wurde von der Infanterie, Jäger, Pioniere, Train, Eisenbahner, Marine-Infanterie und einigen Kavallerie-Einheiten getragen. Die Artillerie trug die silberne Granate aus Metall am Schnurende. Auf höheren Stufen zierte ein goldener Wappenschild auf der geflochtenen Rosette, die höchsten Stufen hatten noch zusätzlich goldene Eicheln oder Granaten.

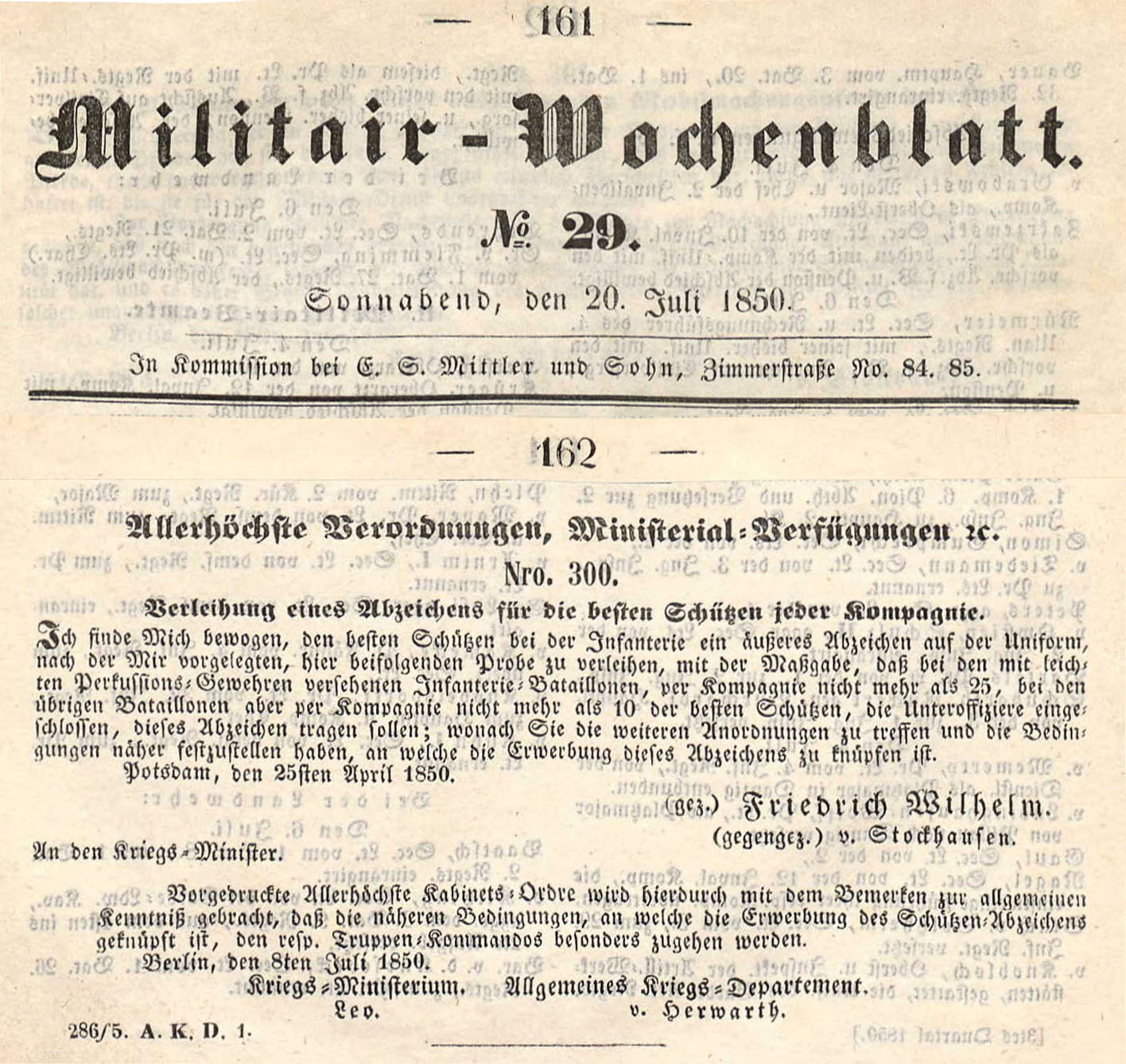
Verordnung von 1850 für Schießauszeichnung der Infanterie.
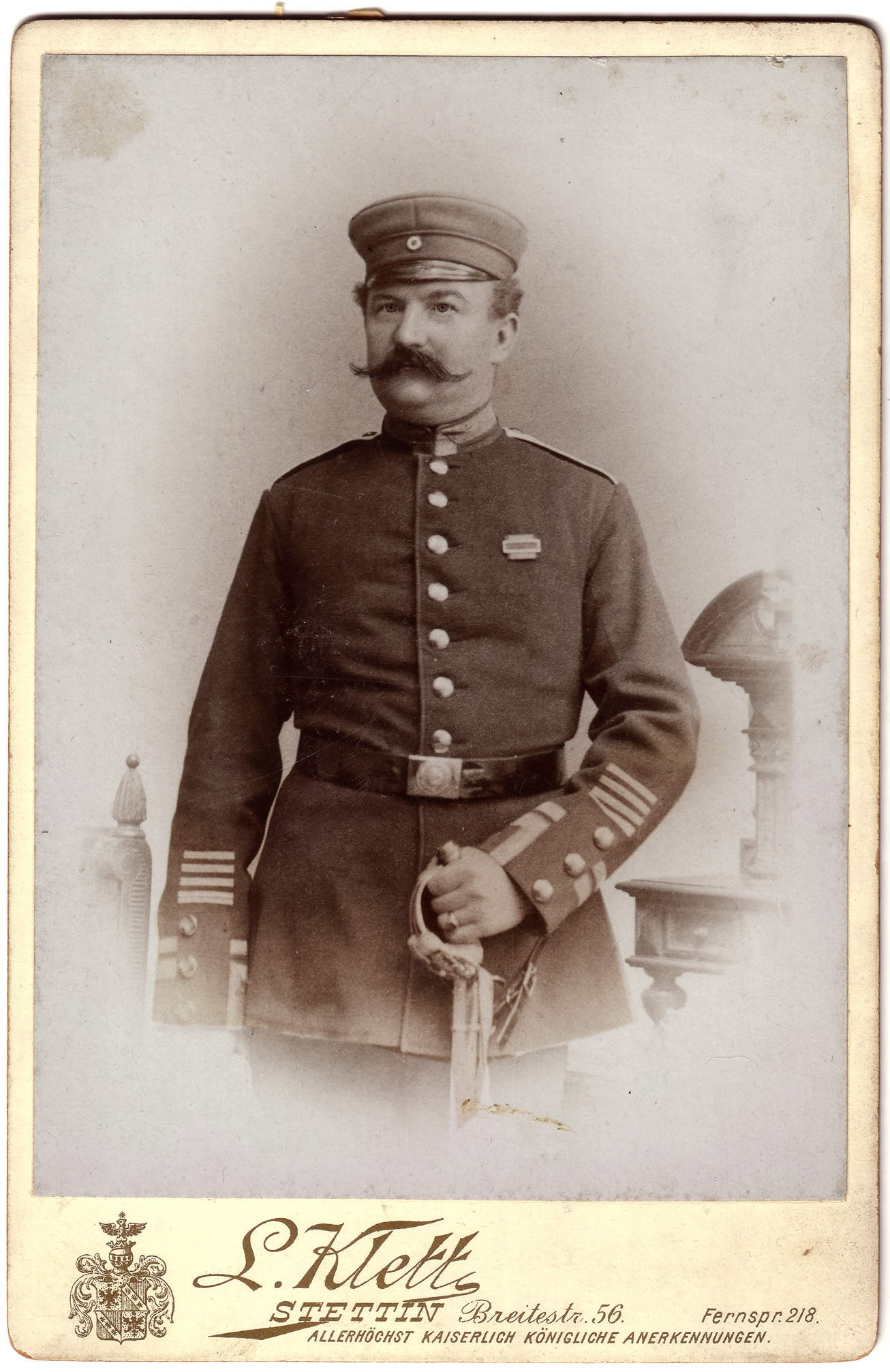
Feldwebel mit Schießauszeichnungs-Litzen am Ärmel, vor 1894.
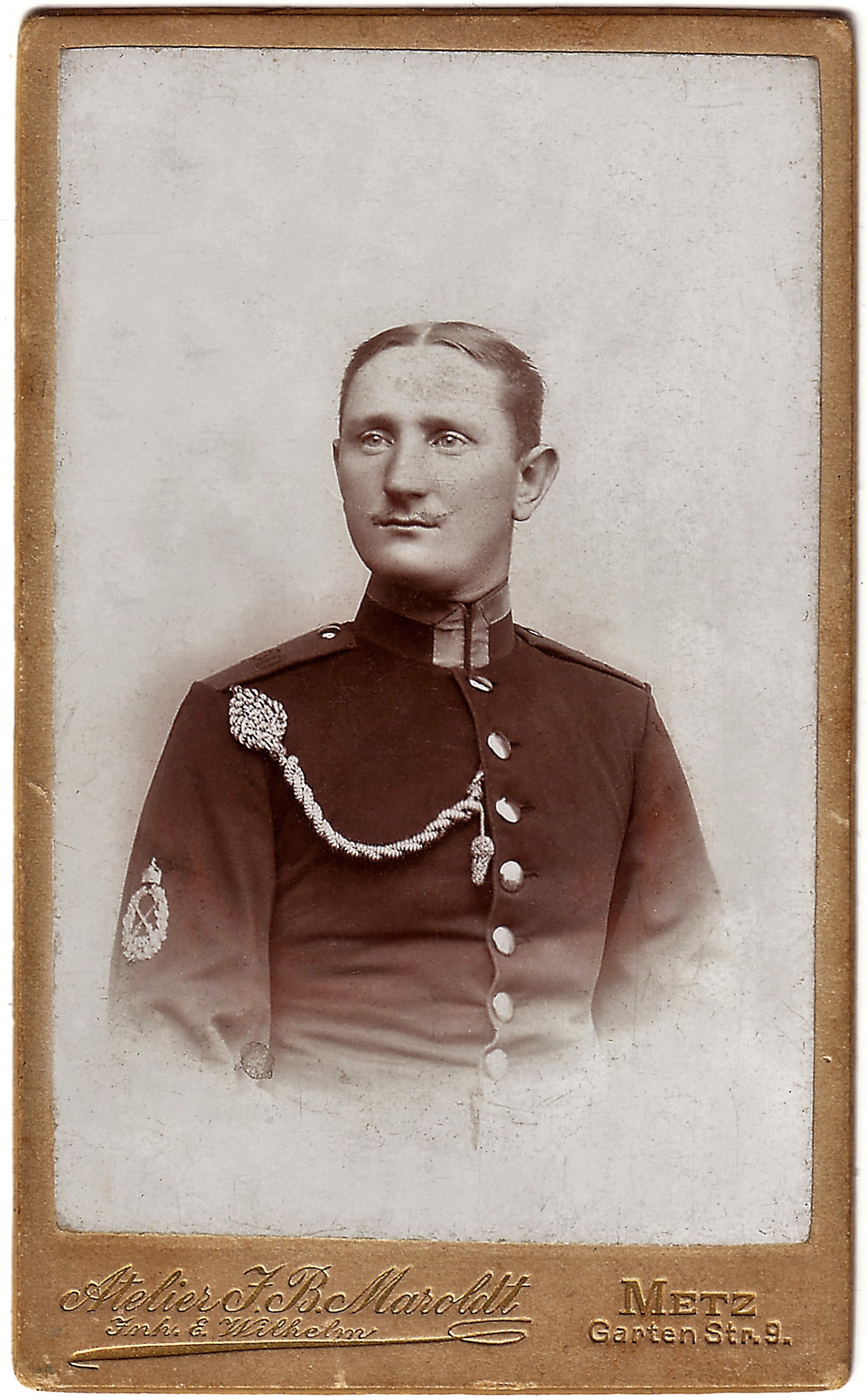
Unteroffizier mit Schützenschnur 1. Stufe, nach 1894.
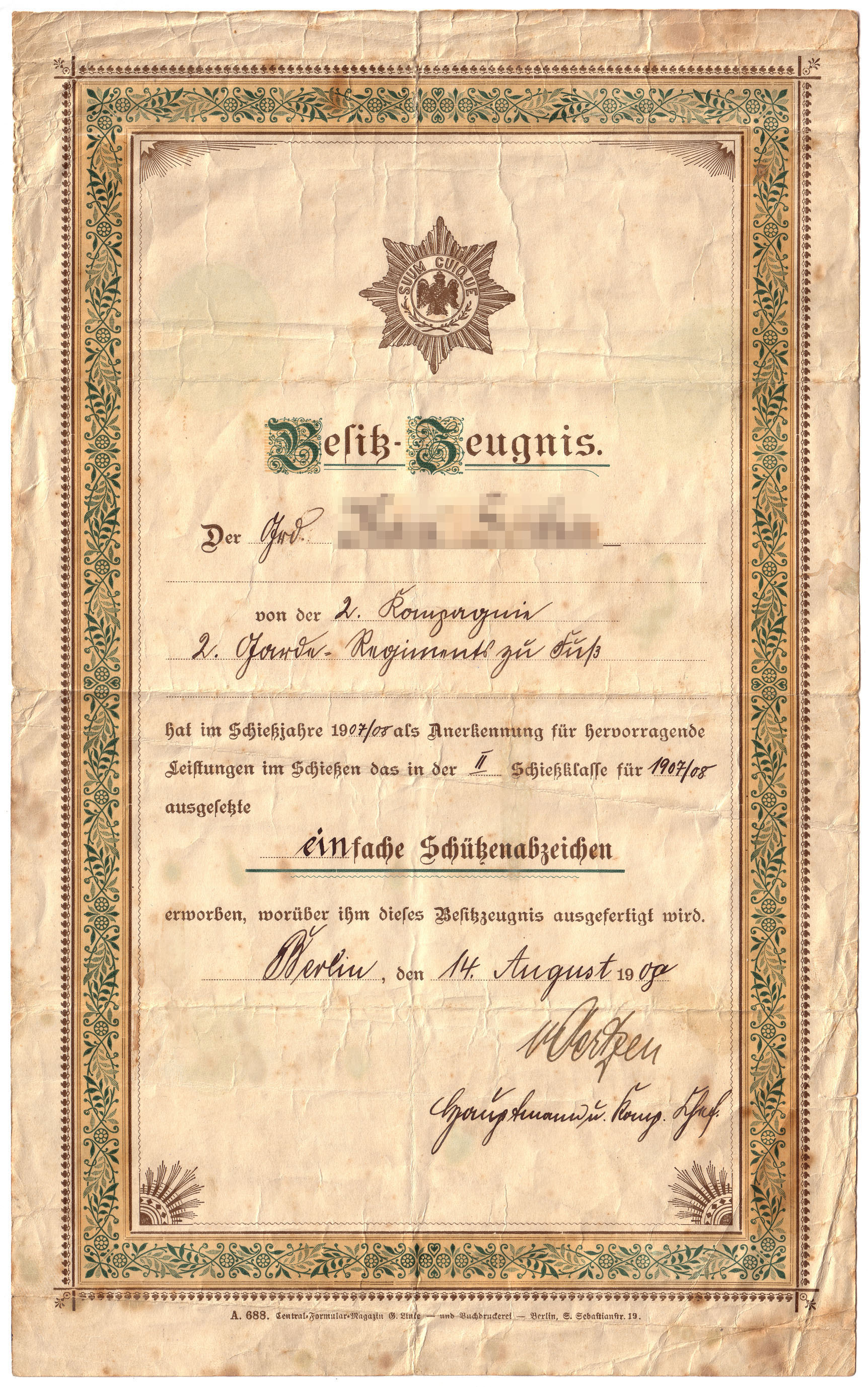
Besitz-Zeugnis zur Schützenschnur von 1908.
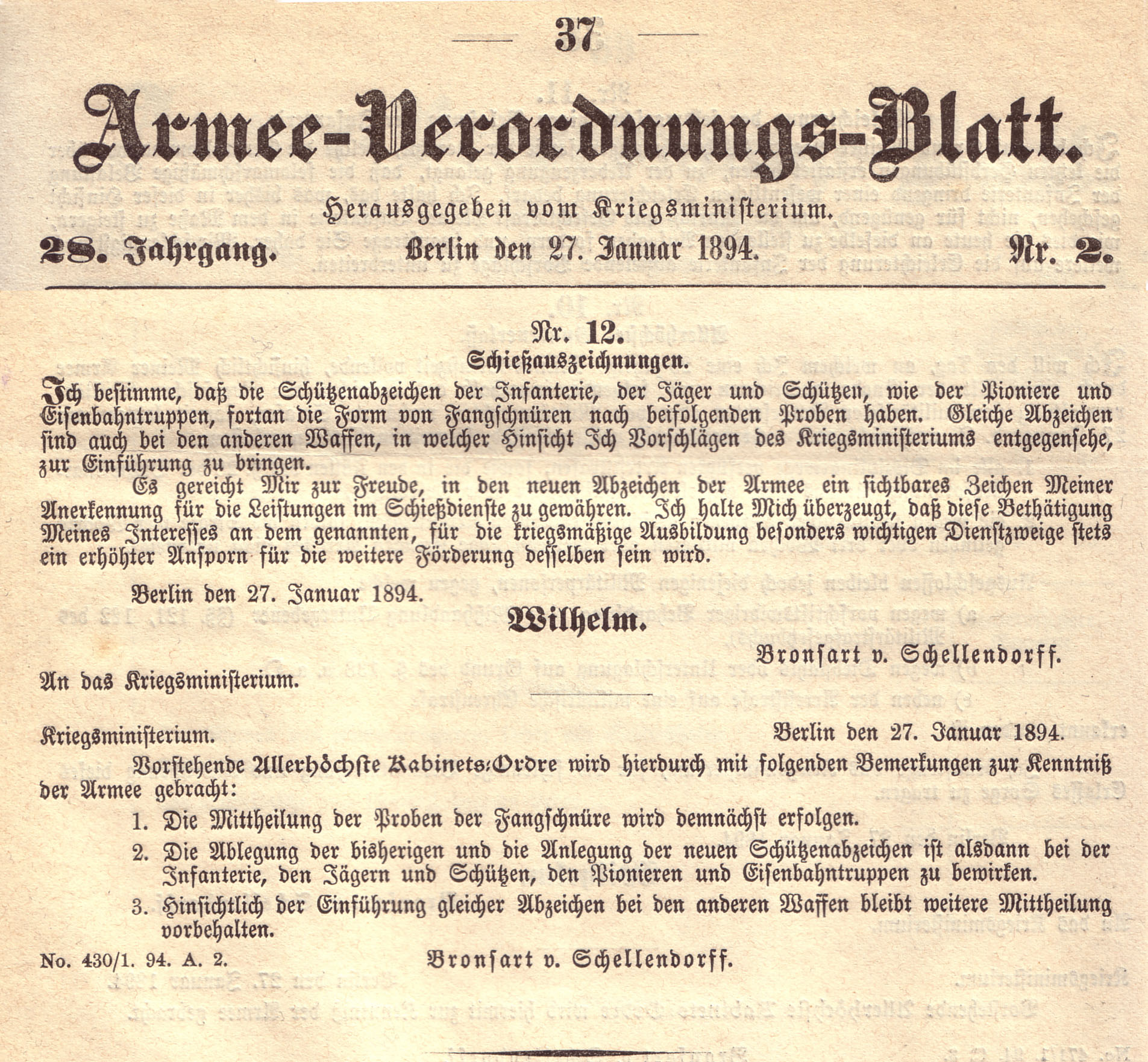
Verfügung zur Schützenschnur aus dem Armee-Verordnungs-Blatt von 1894.

| Stufe      | Beschreibung |
| ---------- | --- |
| 1. Stufe:  | wollene Schnur mit einer Eichel (bzw. Granate für die Artillerie), die 1. war die niedrigste Stufe.                        |
| 2. Stufe:  | wollene Schnur mit zwei Eicheln (bzw. Granate für die Artillerie).                                                         |
| 3. Stufe:  | wollene Schnur mit drei Eicheln (bzw. Granate für die Artillerie).                                                         |
| 4. Stufe:  | seidene Schnur mit Silberfaden, ohne Eichel (bzw. Granate für die Artillerie).                                             |
| 5. Stufe:  | seidene Schnur mit Silberfaden, ohne Eichel (bzw. Granate), auf der Rosette ein gelbmetallener Wappenschild.               |
| 6. Stufe:  | seidene Schnur mit Silberfaden und einer Eichel (bzw. Granate), auf der Rosette ein gelbmetallener Wappenschild.           |
| 7. Stufe:  | seidene Schnur mit Silberfaden und zwei Eicheln (bzw. Granaten), auf der Rosette ein gelbmetallener Wappenschild.          |
| 8. Stufe:  | seidene Schnur mit Silberfaden und drei Eicheln (bzw. Granaten), auf der Rosette ein gelbmetallener Wappenschild.          |
| 9. Stufe:  | seidene Schnur mit Silberfaden und einer goldenen Eichel (bzw. Granate), auf der Rosette ein gelbmetallener Wappenschild.  |
| 10. Stufe: | seidene Schnur mit Silberfaden und zwei goldenen Eicheln (bzw. Granaten), auf der Rosette ein gelbmetallener Wappenschild. |

| Der bekrönte Wappenschild in einem Kranz: für Preußen den königlichen Namenszug „W II“, für Württemberg den königlichen Namenszug „W“, für Sachsen den königlichen Namenszug „FA“ und Bayern mit dem weiß und blau geweckten Wappenschild. Für die Schutztruppen der Wappenschild („W II“) mit Kaiserkrone. |

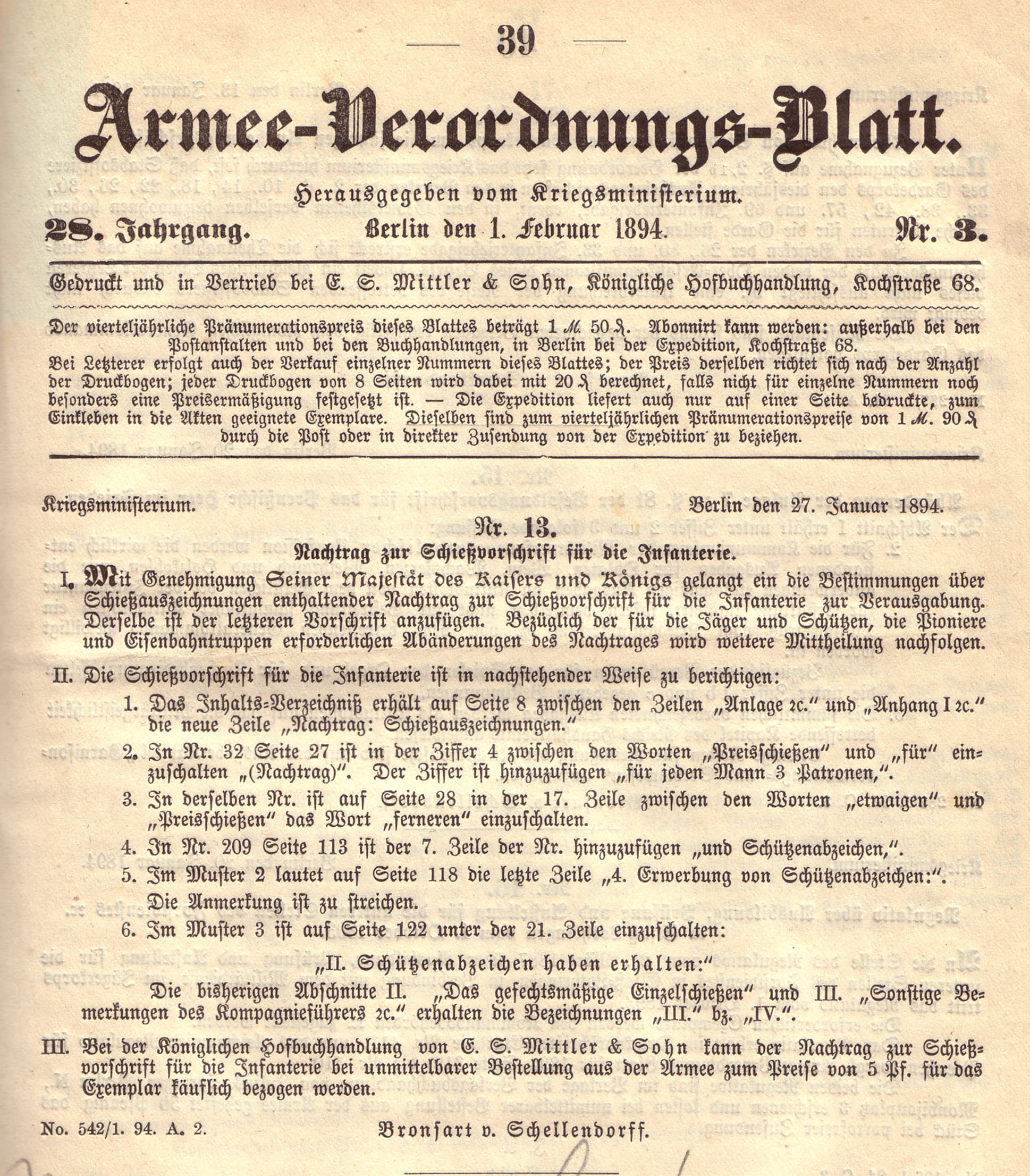
Nachtrag zur Schützenschnur aus dem Armee-Verordnungs-Blatt von 1894.
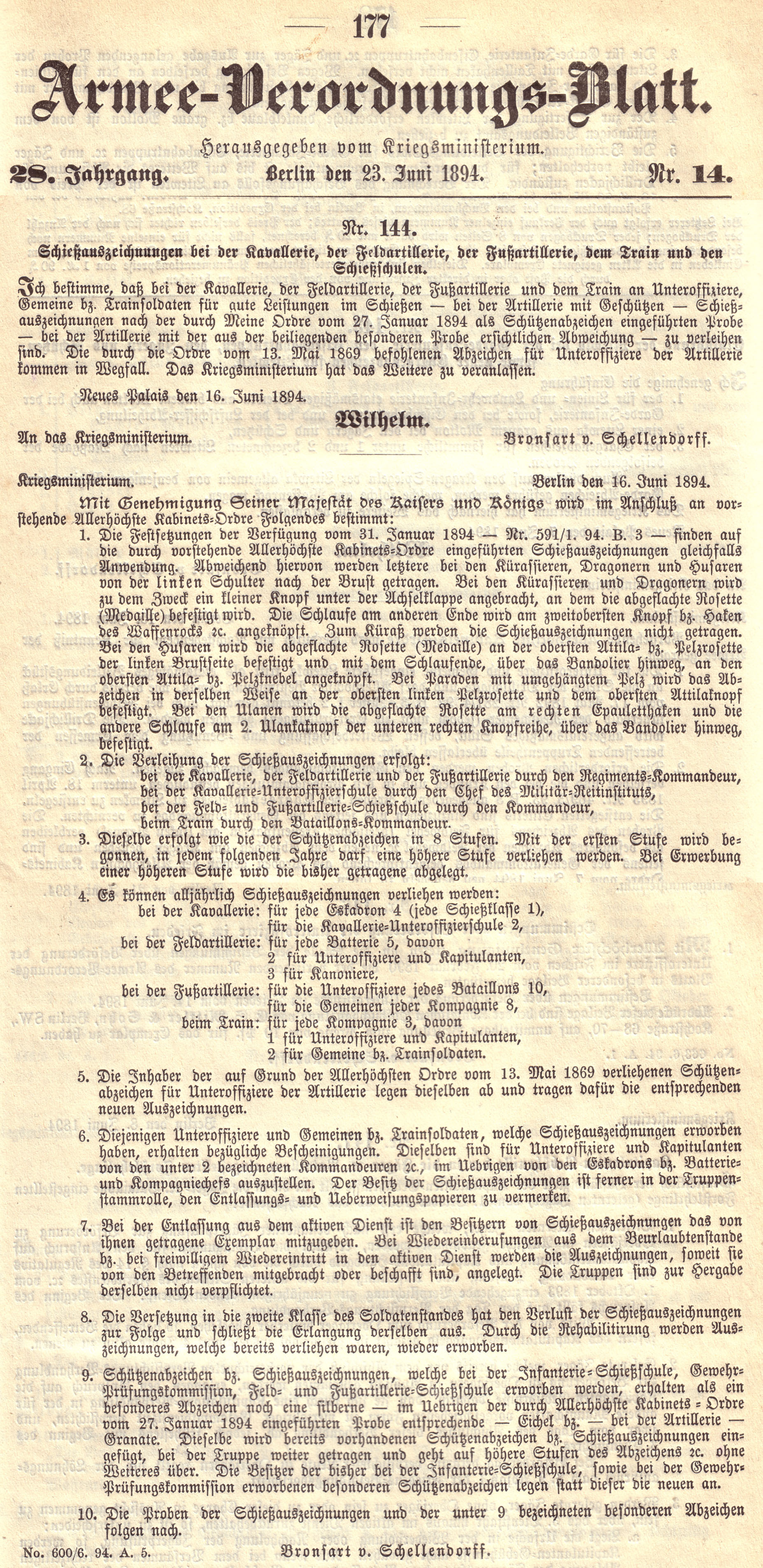
Nachtrag zur Schützenschnur für Artillerie und Kavallerie von 1894.
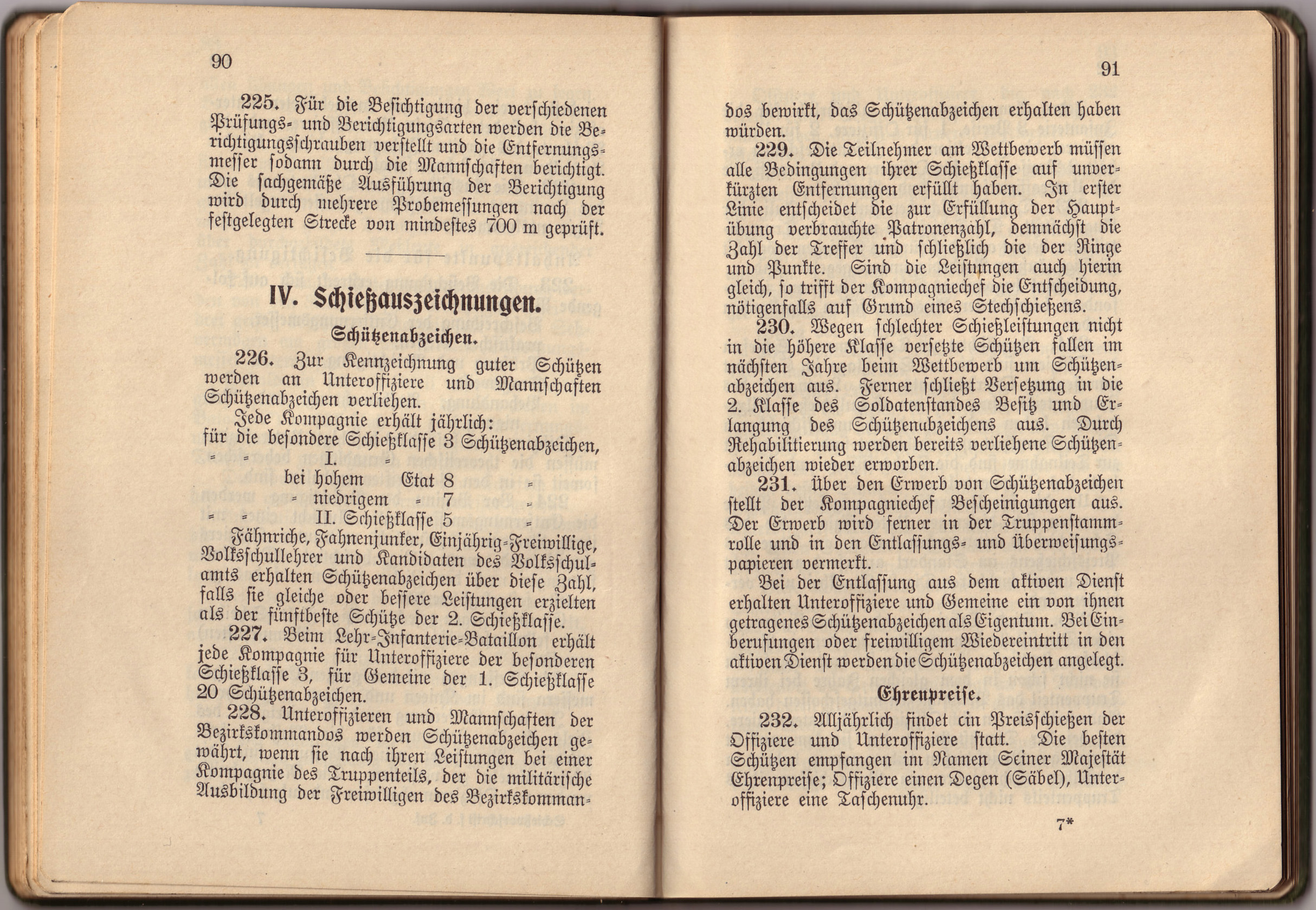
Dienstvorschrift zur Schützenauszeichnung (Schützenschnur) der Infanterie 1909.
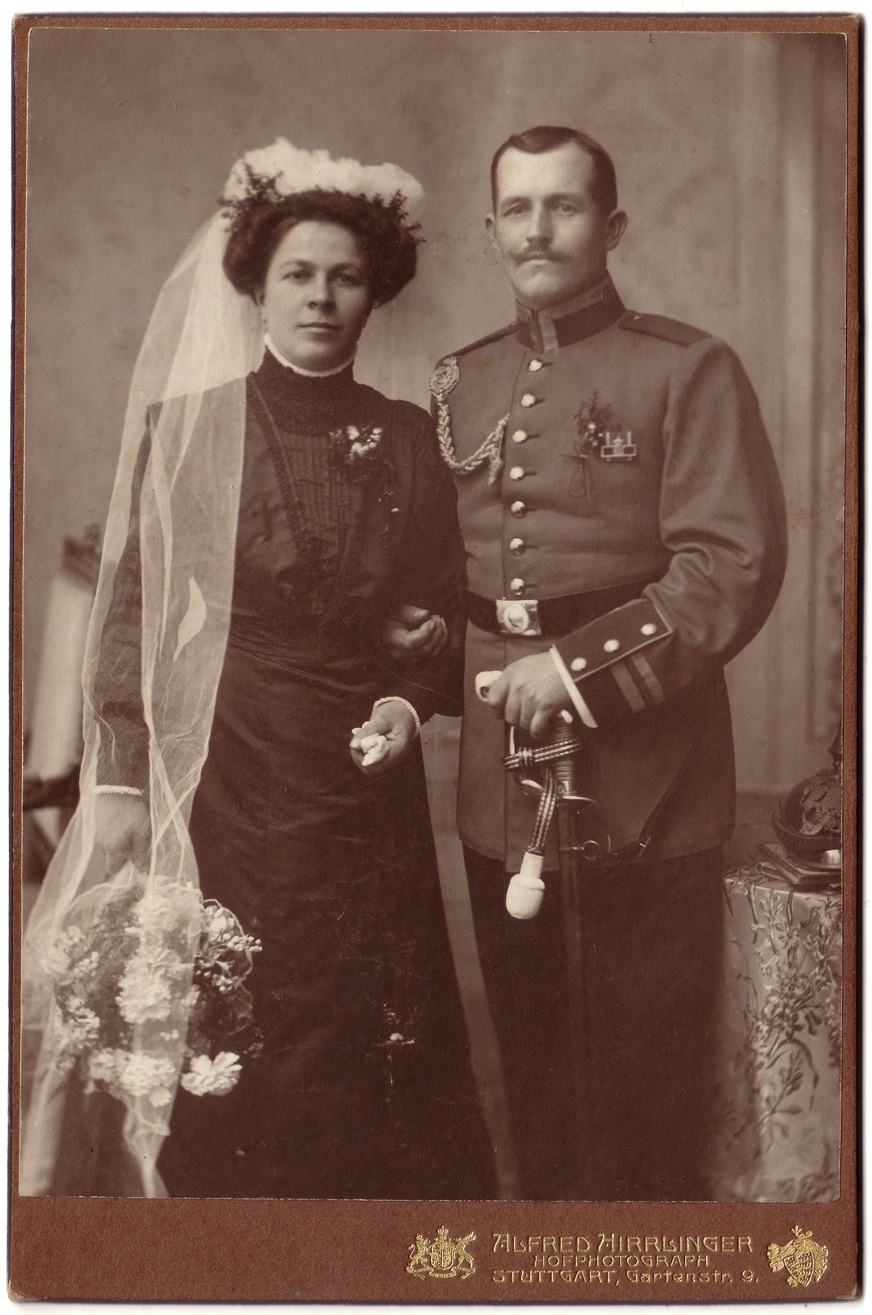
Feldwebel mit Schützenschnur der 6. Stufe, nach 1894.
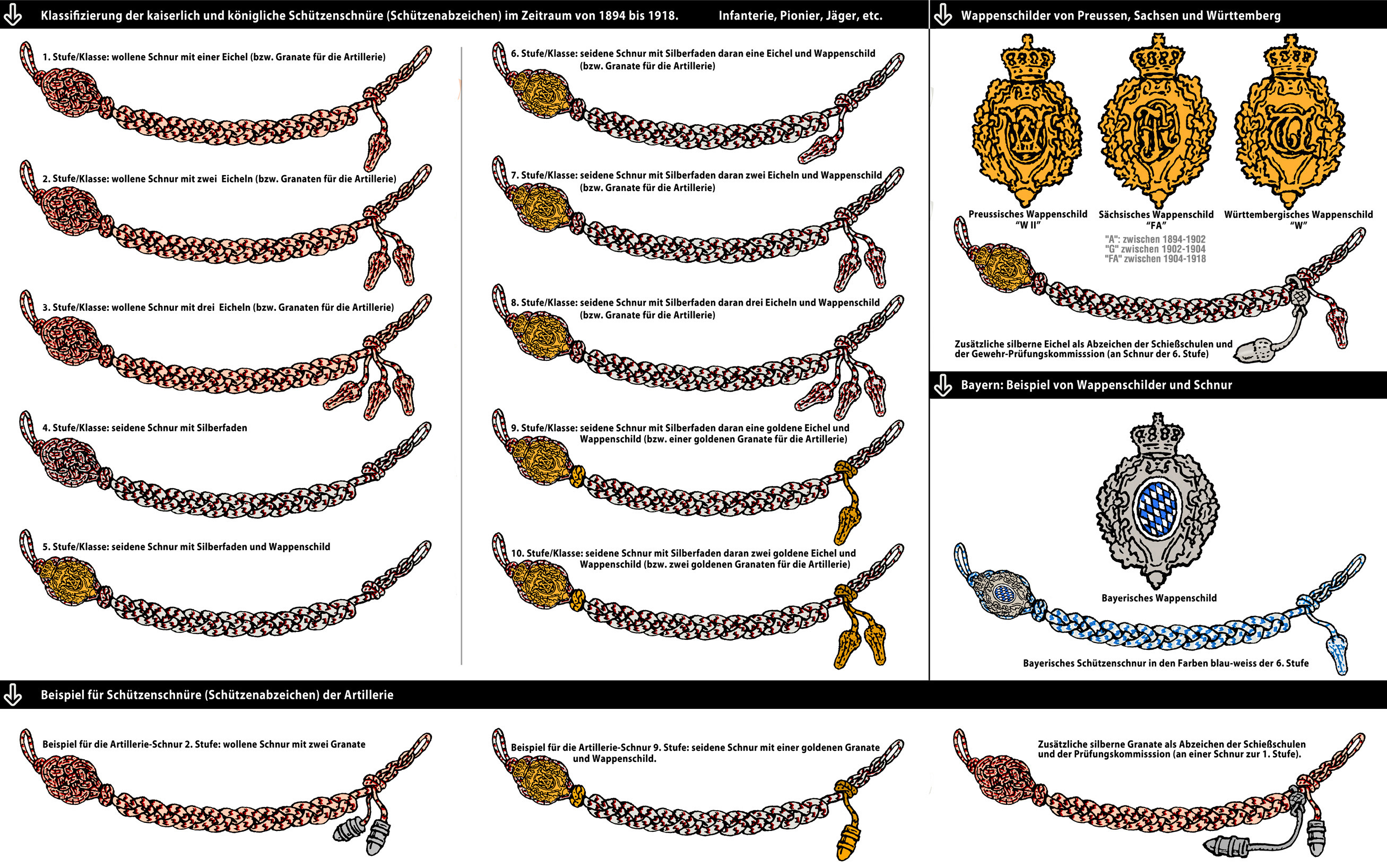
Beispiel zur Klassifizierung der Schützenschnur.

Diese Schnur wurde bei den Fußtruppen, der Feldartillerie und dem Train von der rechten Schulter nach dem zweiten Knopf des Waffenrocks, bei der Kavallerie entsprechend links getragen. Die Ulanen jedoch trugen sie rechts, weil sich links schon die Fangschnur mit Quasten befand.
Das Abzeichen der Schießschulen und der Gewehr-Prüfungskommission bestand aus einer silbernen Eichel (bzw. Granate), die, einmal verliehen, beizubehalten war.
Diese Schützenschnur war nur für Unteroffiziere und Mannschaften bestimmt; Offiziere der Fußtruppen schossen einen Kaiser-(bzw. Königs-)Säbel innerhalb des Armee-Korps aus, Unteroffiziere eine Uhr. Nur die Offiziere des 1. Garde-Regiments zu Fuß konnten für persönliche Schießleistungen eine silberne Schützenschnur mit Silbereichel erwerben. Sie hatte nur eine Klasse, war jedoch erheblich länger. Bei Versetzungen wurde sie beibehalten, ebenso der Kaiser-(Königs-)Säbel. Zwischen den deutschen Staaten war vereinbart, dass bei Wechsel in ein anderes Abzeichen Kontingent die Auszeichnung in der beim bisherigen Staat verliehenen Art und Weise weiter getragen wurde, bis im neuen Kontingent eine höhere Stufe erworben wurde.
In der Reichswehr und späteren Wehrmacht wurde die Schützenschnur für die Infanterie und für die Panzertruppe unter starken Veränderungen der Verleihungskriterien beibehalten. Bis 1945 wurde die Schnur in zwölf verschiedenen Stufen und unterschiedlichsten Ausführungen verliehen. Es gab die Schützenschnur für Schießen mit dem Gewehr, mit dem leichten Maschinengewehr und mit dem schweren Maschinengewehr. Aber auch für Schussleistungen mit der Panzerabwehrkanone, mit der 2 cm Flugabwehrkanone, mit Infanteriegeschütz, mit Artilleriegeschütz und mit Kampfwagenkanone erhielt man die Schützenschnur. Die Schützenschnur wurde von allen Mannschafts- und Unteroffiziersdienstgraden zu allen Uniformen, außer zum Dienstanzug, getragen. Die Leistungen mussten nicht jährlich neu erbracht werden und Offiziere durften keine Schützenschnüre mehr tragen.

### Nach 1945
Im Mai 1957, andere Quellen gehen vom 25. November 1960 aus, wurde die Schützenschnur beim Bundesgrenzschutz (BGS) eingeführt. Die Abschaffung im BGS erfolgte 1992.
Auch in der NVA, in den Grenztruppen der DDR, im Wachregiment „Feliks Dzierzynski“ und in den Kasernierten Einheiten des MdI wurde eine sehr ähnliche Schützenschnur an Mannschaften und Unteroffiziere bzw. Unterführer verliehen. Die Schießprüfung konnte bis zu zwei Mal wiederholt abgelegt werden, dies wurde durch an der Schützenschnur befestigte ebenfalls silberfarbige Eicheln kenntlich gemacht.
Das amerikanische Pendant zur Schützenschnur ist die Honorcord oder auch Aiguillette, hat zusätzliche Schleifen (Loops) und besitzt am Ende Wurfknoten und „Tips“ (= in Hülsenspitzen gefasste Seilenden – den Aiguilletten (Ornament)) Sie kann auch doppelt und zweifarbig ausgeführt (z. B. Blau/Gelb) sein.
Im zivilen Bereich werden u. a. bei manchen Schützenfesten Schützenschnüre für besondere Leistungen vergeben.

## Trageweise
Seit 1965 existiert die Schützenschnur in der heutigen Form in der Bundeswehr. Sie wird für herausragende Schießleistungen in drei Stufen verliehen:
- 1. Stufe mit Plakette in Bronze
- 2. Stufe mit Plakette in Silber
- 3. Stufe mit Plakette in Gold und bei Wiederholung mit eingeprägter Zahl in Fünferschritten (5, 10, 15, 20, 25)

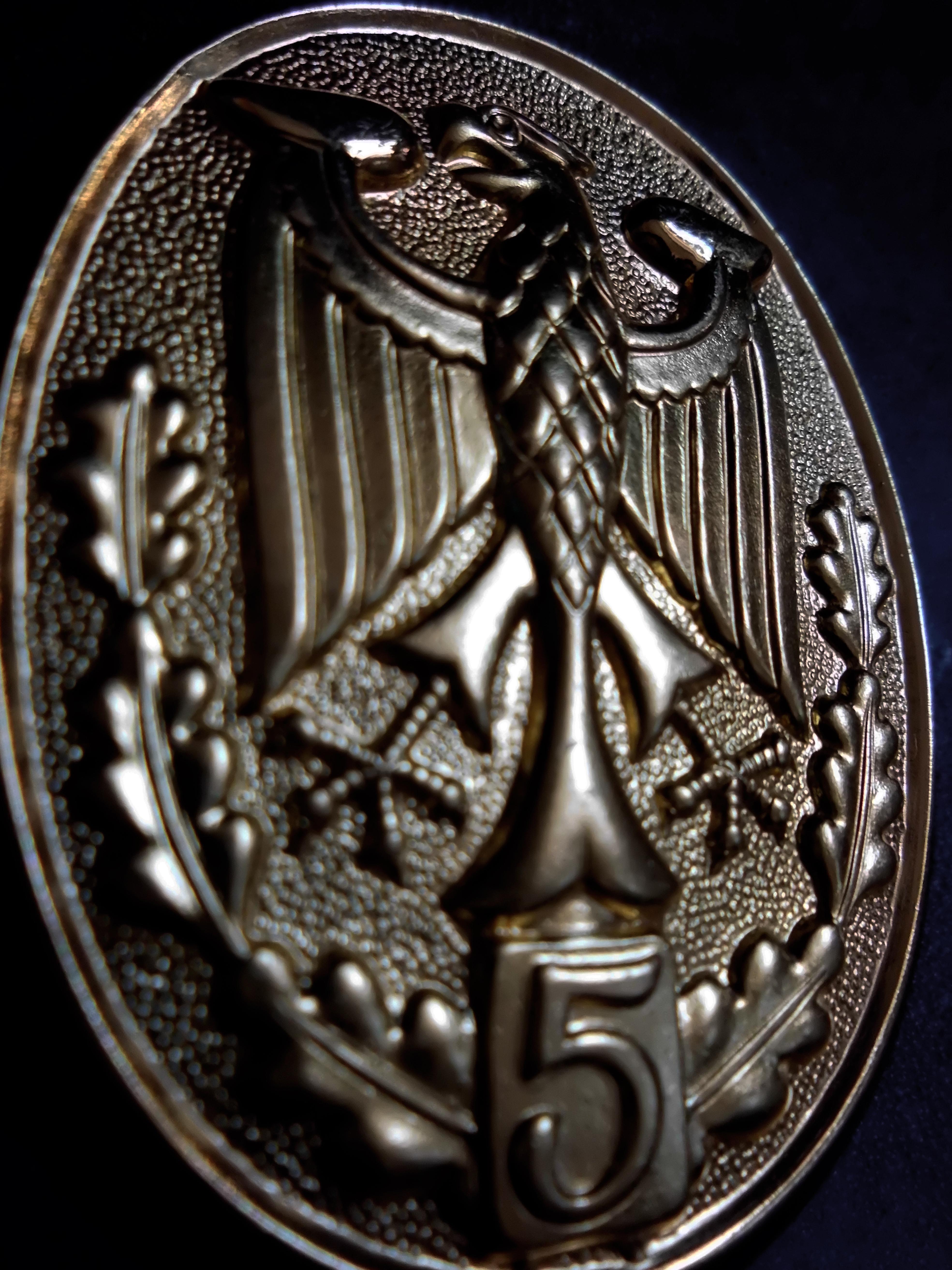
Schützenschnur GOLD Fünfte Verleihung
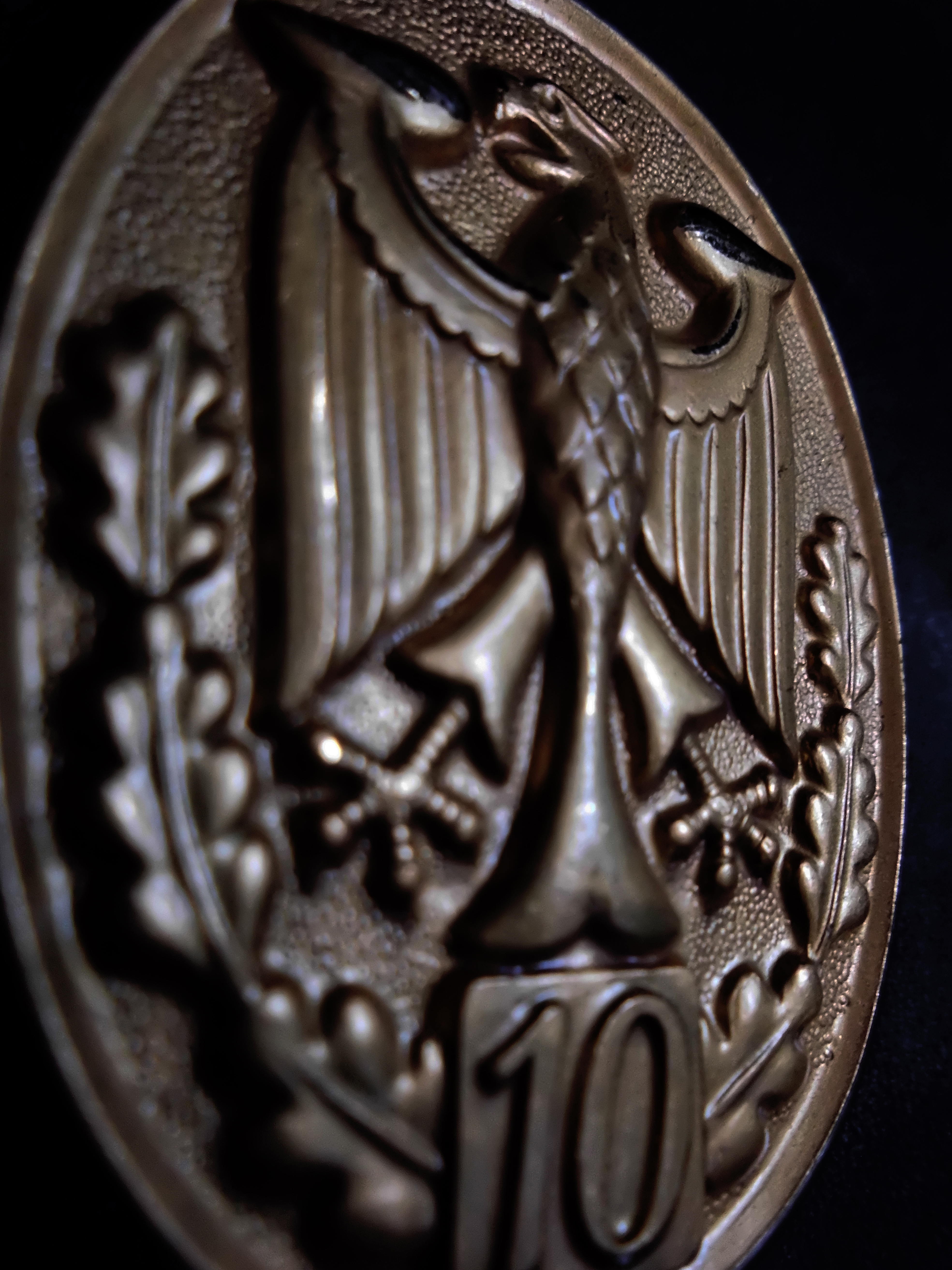
Schützenschnur GOLD Zehnte Verleihung
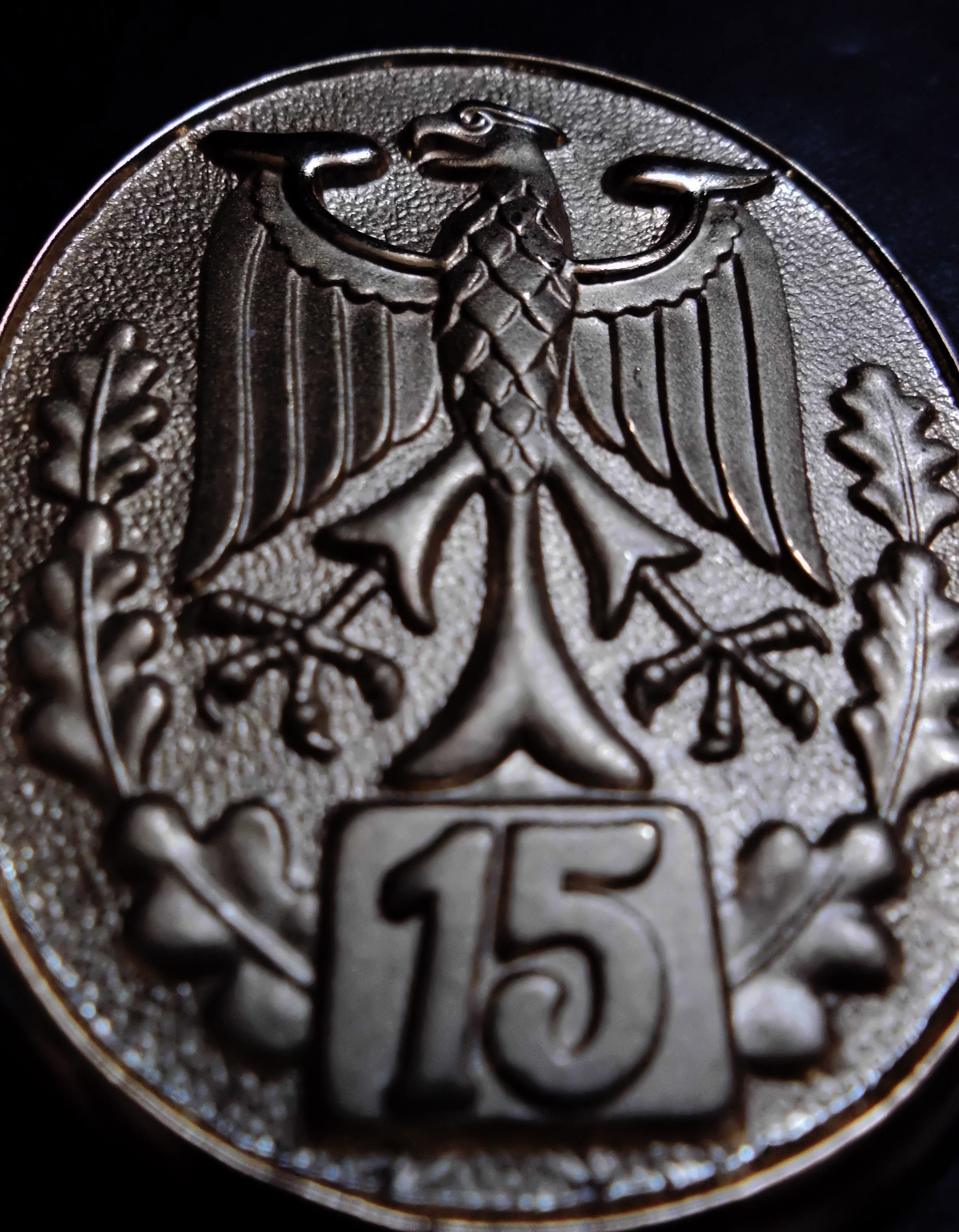
Schützenschnur GOLD Fünfzehnte Verleihung
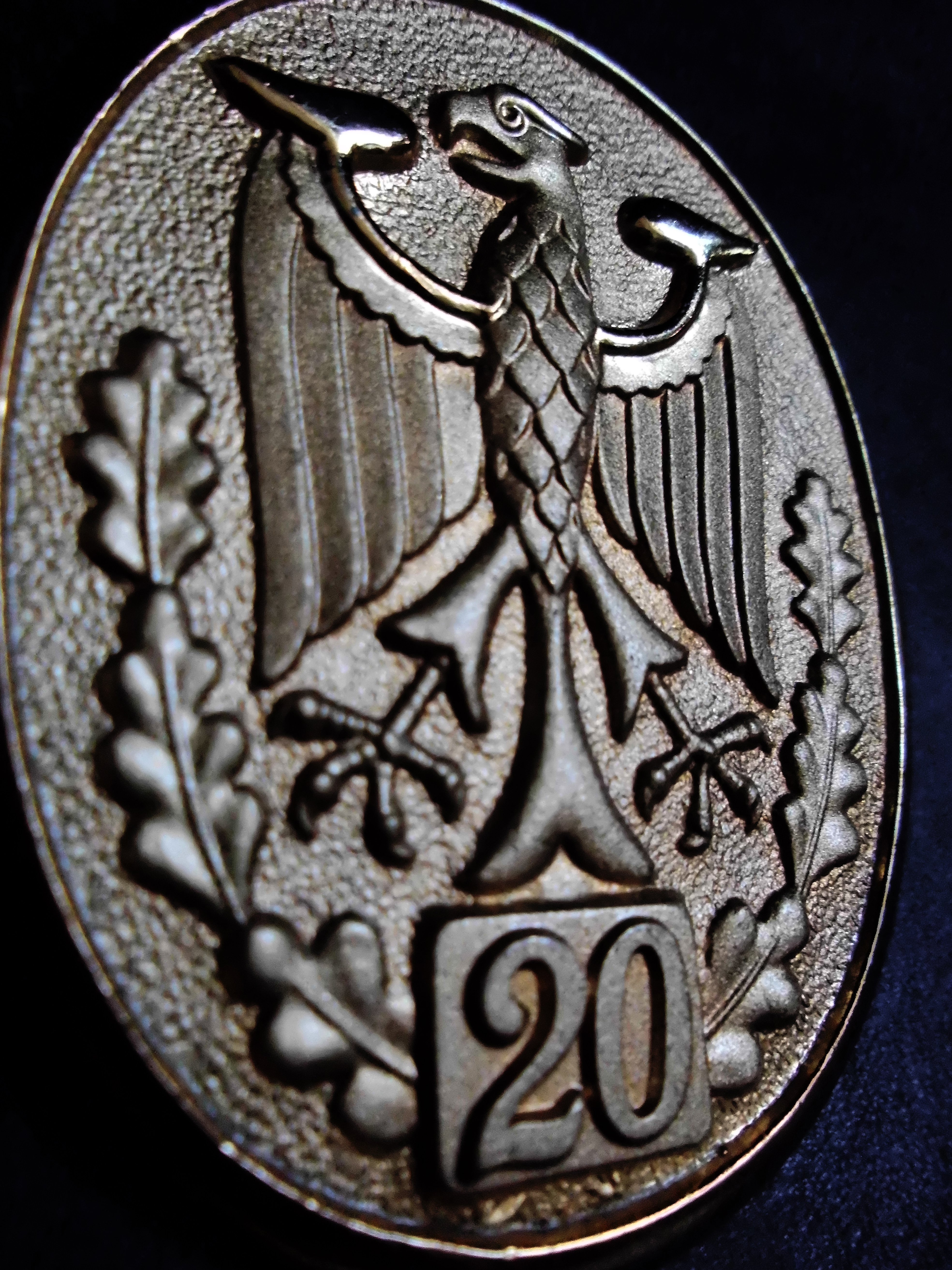
Schützenschnur GOLD Zwanzigste Verleihung

Die Schützenschnur besteht im Heer und in der Luftwaffe aus einem matten aluminiumfarbenen Gespinst, in der Marine aus einem blauen Textilgespinst. Im Oberteil der Schnur wird die Aluminiumplakette der jeweils erreichten Stufe eingesteckt. Die Schnur wird nur beim ersten Erwerb einschließlich der jeweiligen Plakette ausgehändigt; wenn man nachfolgend höhere Stufen erreicht, erhält man die entsprechende Plakette zum Austausch. Das Tragen der Schützenschnur an der Uniform ist Unteroffizier- und Mannschaftsdienstgraden vorbehalten.

## Erwerb
Die Leistungen zum Erwerb der Schützenschnur werden ausschließlich durch Erfüllen der vorgesehenen Wertungsübungen mit dem Gewehr und der Pistole abgelegt. Hierbei gelten die Bedingungen für alle Arten von Gewehren und Pistolen. Eine Übertragung auf Maschinenpistolen und/oder Maschinengewehre ist nicht zulässig.
Zum Erwerb der Schützenschnur Stufe 1 (Bronze) sind jeweils beide Wertungsübungen, sowohl die des Gewehres als auch die der Pistole mindestens in der Stufe Bronze zu erfüllen. Für die Schützenschnur
Stufe 2 (Silber) und Stufe 3 (Gold) sind beide Wertungsübungen mindestens in Silber (Stufe 2) bzw. Gold (Stufe 3) zu erfüllen. Das Erfüllen der Bedingungen in nur einer der beiden Wertungsübungen
reicht für eine Verleihung der Schützenschnur nicht aus.
Die Wertungsübungen für die Schützenschnur müssen innerhalb eines Zeitraumes von zwölf Monaten geschossen werden. Der Zeitraum beginnt mit dem Tag, an dem die erste Wertungsübung abgelegt wird. Es kann sofort die Stufe 3 (Gold) erlangt werden, die niedrigere Stufe ist nicht Bedingung zum Erwerb einer höheren. Mit dem Beginn des Schießens für eine höherwertige Stufe beginnt der Zeitraum von zwölf Monaten erneut. Wertungsübungen dürfen an einem Tag bis zu zweimal wiederholt werden.
Die Schützenschnur der Stufe 3 (Gold) wird bei der 5., 10., 15., 20. oder 25. Wiederholung mit einer Plakette mit aufgeprägter Zahl vergeben. Dazu zählen die insgesamt jährlich erfüllten Bedingungen
der Wertungsübungen für die Stufe 3. Hier darf das Schießen der Wertungsübungen erst im jeweils folgenden Kalenderjahr begonnen werden. Doppelt abgelegte Bedingungen innerhalb eines Kalenderjahres zählen nicht als Wiederholung.